# Еммануель Фелікс де Вімпффен
Еммануель Фелікс де Вімпфен (фр. Emmanuel Félix de Wimpffen) - (13 вересня 1811 — 26 лютого 1884) — французький солдат і генерал.

## Біографія
Член родини Вімпфен, де Вімпфен народився в Лані, був позашлюбним сином барона Фелікса Віктора Шарля Еммануеля де Вімпффена та Корнелі Бреди. Його батько був генералом у французькій армії, який отримав титул барона імперії в 1810 році. У 1836 році він був визнаний своїм батьком.
Вступивши до армії з військової школи Сен-Сір, він брав участь у значній активній службі в Алжирі, а в 1840 році став капітаном. У 1847 році шефом батальйону. Він вперше здобув помітне визнання в Кримській війні як полковник турецько-перського полку, і його поведінка під час штурму Мамелона принесла йому звання бригадного генерала.

## Завоювання Алжиру
Після першого перебування в Алжирі в 1834—1835 роках, він був направлений в 1842 році, за часів Другої імперії, до батальйону тубільних стрільців Алжиру та Тіттері (який у 1856 році стане 1-м полком алжирських стрільців). Він брав участь у завоюванні Алжиру, поряд з такими військовими діячами, як Шанзі, Мак-Магон, Палікао, Кавеньяк. У червні 1843 року він був удостоєний звання кавалера Ордена Почесного легіону. У липні 1848 року він прийняв командування батальйоном тубільних стрільців Алжиру, з яким відзначився під час різних операцій. У вересні 1851 року він був підвищений до підполковника і перейшов до 68-го лінійного піхотного полку. У 1853 році він повернувся до Франції. Загалом, він провів майже шістнадцять років у кампаніях в Алжирі (1834—1835, 1842—1853 та 1865—1870), розділених Кримською війною (квітень 1854—травень 1856) та Італійською кампанією в 1859 році.

## Кримська війна

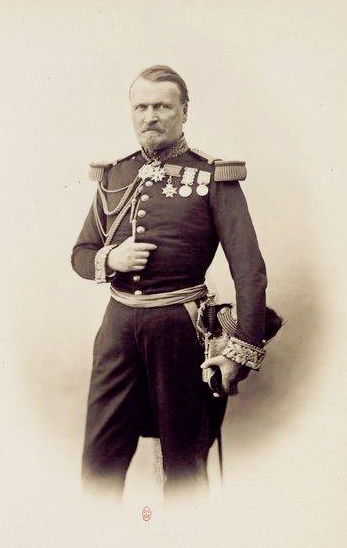
Вімпффен в 1857 році

У 1853 році він був підвищений до полковника, а в 1854 році взяв участь у Кримській війні. Він сформував полк з 2000 алжирських стрільців, яким командував з березня 1854 року. Зі своїми стрільцями він брав участь у битві на Альмі у вересні 1854 року, а потім у битві під Інкерманом у листопаді. 17 березня 1855 року його було підвищено до бригадного генерала. Його стрільці, якими тепер командував полковник Роз у складі бригади Вімпффена, згодом взяли активну участь у падінні Севастополя під час взяття Малахової вежі 8 вересня 1855 року. Після поразки Росії та підписання Паризького договору у березні 1856 року він повернувся до Франції у травні 1856 року.

## Австро-італо-французька війна (1859)
У 1859 році, під час Італійської кампанії, він командував піхотною бригадою імператорської гвардії. Він відзначився під час битви під Маджентою 4 червня, під час якої був поранений. Наступного дня, 5 червня, його було підвищено до дивізійного генерала.
12 серпня 1861 року його було призначено великим офіцером Ордена Почесного легіону.

## Експедиція на Уед Гір (1870)
У 1865 році він повернувся до Алжиру і прийняв командування провінцією Алжир, а потім Ораном у травні 1869 року. У квітні 1870 року він очолив експедицію на чолі колони з 3000 спагіїв, зуавів і гумів до Уед Гір на півдні Алжиру.

## Французько-прусська війна
У кампанії 1859 року він був з генералом Патріс де Мак-Магон у битві під Маджентою на чолі бригади гвардійської піхоти, і знову отримав підвищення на полі бою. Між цією кампанією та Франко-прусською війною він в основному служив в Алжирі, і спочатку йому не було надано командування у злощасній Рейнській армії. Але коли перші битви виявили некомпетентність командувача 5-м корпусом, де Вімпфену було наказано прийняти його на себе, і йому було надано невикористане призначення командувати Шалонською армією у разі недієздатності маршала Макмагона. Він прибув на фронт лише встигнувши згуртувати втікачів 5-го корпусу, розбитих під Бомоном, і повести їх до Седана.
У катастрофічній битві під Седаном 1 вересня Мак-Магон незабаром був поранений, і старший офіцер, генерал Дюкро, прийняв командування. Дюкро почав виводити війська, коли Вімпфен пред'явив своє призначення і скасував накази. В результаті йому довелося вести переговори про капітуляцію всієї французької армії.

## Післявійськове життя

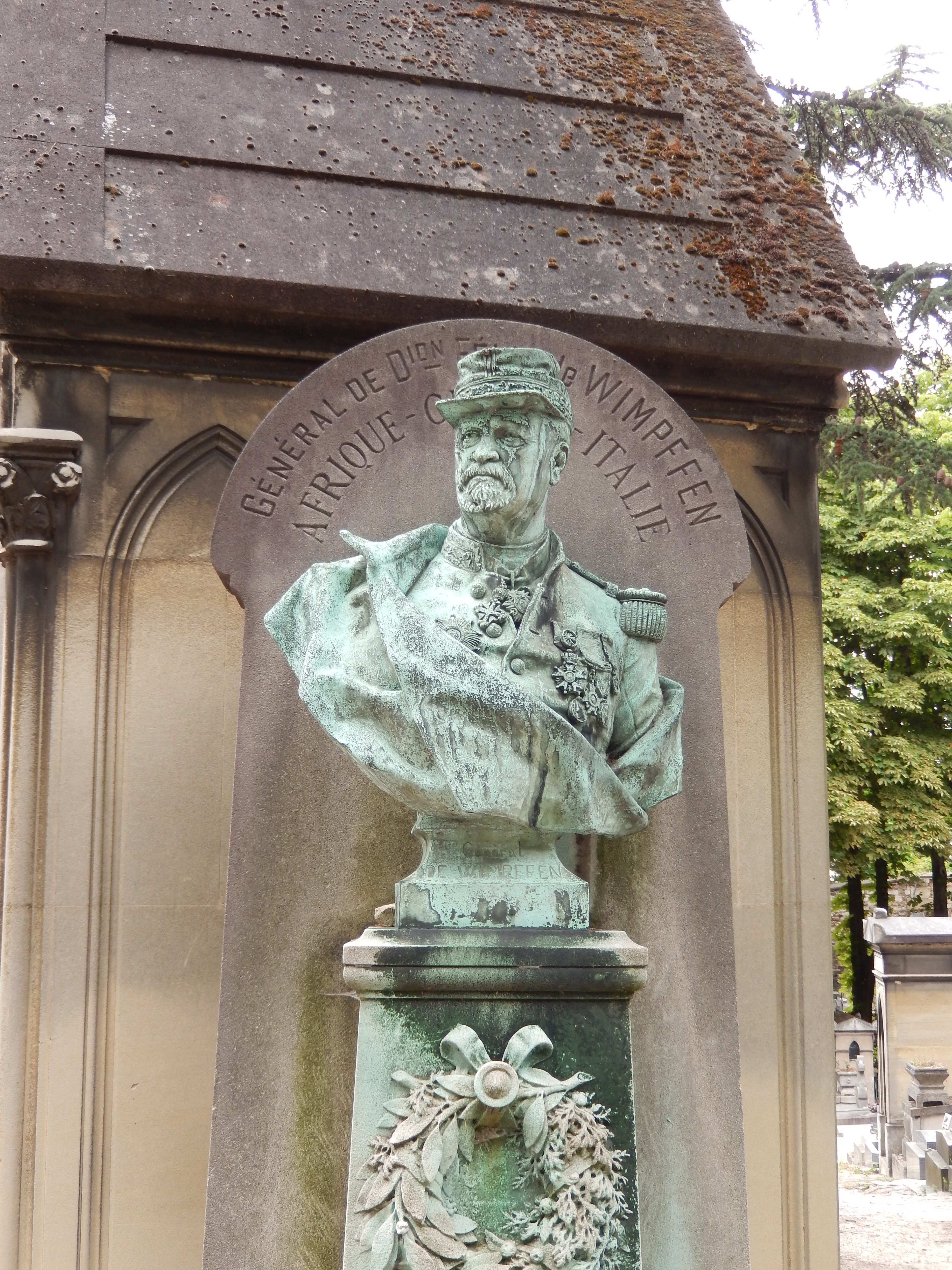
Гробниця Еммануеля Вімпфена (кладовище Пер-Лашез, ділянка 47).

Після звільнення з полону він жив у відставці в Алжирі, а помер у Парижі в 1884 році. Його пізніші роки були зайняті полемічними дискусіями щодо капітуляції Седана, відповідальність за яку була покладена на нього.
Він писав, серед інших робіт, "Седан" (1871), "Ситуація у Франції та необхідні реформи" (1873) та "Нація в зброї" (1875).